# Giorgio VI d'Imerezia
Giorgio VI d'Imerezia, indicato anche come Giorgi-Malakia Abashidze (in georgiano გიორგი-მალაქია აბაშიძე?) (... – Tbilisi, 15 ottobre 1722), è stato re d'Imerezia dal 1702 al 1707.
Figlio minore del principe Paata Abashidze, divenne sacerdote sino al 1684 quando decise di entrare in politica dopo la morte di suo fratello maggiore Paata Abashidze ed iniziò ad espandere aggressivamente i domini feudali della sua famiglia. Privò la famiglia Chkheidze di Shorapani, e gli Tsutskhvati di Agiashvili, oltre a prendere il controllo del dominio reale dell'Alta Imerezia. Sua figlia, Tamar, sposò i due successivi re d'Imerezia, Alessandro IV e Giorgio V. Durante il regno di quest'ultimo monarca, Abashidze effettivamente diresse gli affari di governo ed agì come uomo di fiducia del re. Nel 1699 diede in sposa sua figlia Anika a re Simone d'Imerezia, ma i due divorziarono nel 1700. Nel 1701, Abashidze depose re Mamia d'Imerezia e prese per sé il trono. Cercò di dare stabilità all'Imerezia, cessando di pagare il pesante tributo all'Impero ottomano, patrocinando la cultura e le scienze. Deposto dopo una rivolta di nobili, in favore del legittimo re della dinastia dei Bagrationi, Giorgio VII, Abashidze so rifugiò alla corte di Vakhtang VI di Cartalia a Tbilisi. Qui morì nel 1722, e venne sepolto nel Monastero di Katskhi in Imerezia.